# Mellus
Mellus, også kaldet "Hvide fluer", er et ca 2 mm stort flyvende insekt, der lever på planter. 

## Livscyklus
Den voksne "flue", som ikke er en flue men nærmere i familie med bladlusene, lægger små grønlige, senere sorte, karakteristiske rundkredse af æg på de yngre blades undersider. Ved 20 °C klækkes æggene efter 7-10 dage, og nogle små flade larver (nymfer)kommer ud. Nymferne gennemløber 4 stadier, og i det sidste nymfestadium spaltes larvehudens rygside, hvorigennem den voksne (imago) kommer ud. Udviklingen fra æg til voksen tager 26-30 døgn ved 21oC. De voksne lever omkring 30-40 døgn, og hunnerne lægger 100-500 æg.

## Skadedyr
Mellus betegnes som et skadedyr, hvis det optræder i større mængder i f.eks. drivhuse på agurker og tomater. De suger saft af planterne og hæmmer derfor planternes vækst. Nymfernes sukkerholdige ekskrementer (honningdug), lægger sig som et lag på bladene. Denne honningdug hæmmer dels fotosyntesen, men danner også god grobund for angreb af sygdomsfremkaldende svampe.

## Klassifikation
Familie: Aleyrodidae
- Underfamilie: Aleurodicinae
  - Slægt: Aleurodicus
  - Slægt: Paraleyrodes
- Underfamilie: Aleyrodinae
  - Slægt: Aleurocanthus
  - Slægt: Aleurochiton
  - Slægt: Aleurocybotus
  - Slægt: Aleuroglandulus
  - Slægt: Aleurolobus
  - Slægt: Aleuroparadoxus
  - Slægt: Aleuroplatus
  - Slægt: Aleuropleurocelus
  - Slægt: Aleurothrixus
  - Slægt: Aleurotithius
  - Slægt: Aleurotulus
  - Slægt: Aleyrodes  – Jordbærmellus (Aleyrodes lonicerae)
  - Slægt: Bemisia – Bomuldsmellus (Bemisia tabaci)
  - Slægt: Crenidorsum
  - Slægt: Dialeurodes – Rhododendronmellus (Dialeurodes chittendeni)
  - Slægt: Paraleurolobus
  - Slægt: Pealius
  - Slægt: Tetraleurodes
  - Slægt: Trialeurodes – Væksthusmellus (Trialeurodes vaporariorum)